# Lepidepecreella andeep
Lepidepecreella andeep is een vlokreeftensoort uit de familie van de Lepidepecreellidae. De wetenschappelijke naam van de soort is voor het eerst geldig gepubliceerd in 2004 door Berge, Vader & Lockhart.